# Diego Palomeque
Diego Armando Palomeque Echavarría (* 5. Dezember 1993 in Apartadó) ist ein kolumbianischer Sprinter.

## Sportliche Laufbahn
Erste Erfahrungen bei internationalen Meisterschaften sammelte Diego Palomeque im Jahr 2010, als er bei den Jugendsüdamerikameisterschaften in Santiago de Chile in 47,89 s die Silbermedaille im 400-Meter-Lauf gewann. Im Jahr darauf schied er bei den Südamerikameisterschaften in Buenos Aires mit 49,17 s in der ersten Runde aus, gewann aber mit der argentinischen 4-mal-400-Meter-Staffel in 3:09,67 min die Silbermedaille hinter dem Team aus Brasilien. Anschließend schied er bei den Panamerikanischen Juniorenmeisterschaften in Miramar mit 48,30 s über 400 Meter im Vorlauf aus, ehe er bei den Juniorensüdamerikameisterschaften in Medellín in 20,94 s die Goldmedaille im 200-Meter-Lauf gewann und über 100 Meter in 10,45 s die Silbermedaille, wie auch mit der 4-mal-100-Meter-Staffel in 40,08 s und mit der 4-mal-400-Meter-Staffel in 3:08,71 min. 2012 belegte er bei den Ibero-Amerikanischen Meisterschaften in Barquisimeto in 46,52 s den fünften Platz über 400 Meter und schied anschließend bei den Juniorenweltmeisterschaften in Barcelona mit 47,55 s in der ersten Runde aus. Eigentlich qualifizierte er sich über 400 Meter für die Olympischen Spiele in London, wurde aber bereits vor Beginn der Spiele positiv auf erhöhtes Testosteron getestet und daher von den Spielen ausgeschlossen und für 2013 gesperrt.
2014 klassierte er sich beim Panamerikanischen Sportfestival in Mexiko-Stadt in 10,51 s auf dem achten Platz über 100 Meter und schied über 200 Meter mit 21,09 s in der ersten Runde aus. Anschließend gewann er bei den U23-Südamerikameisterschaften in Montevideo in 21,02 s die Bronzemedaille über 200 Meter hinter dem Brasilianer Aldemir da Silva Júnior und Fredy Maidana aus Paraguay. Zudem gewann er mit der 4-mal-400-Meter-Staffel in 3:11,95 min ebenfalls die Bronzemedaille, hinter den Teams aus Brasilien und Chile. Ende November schied er dann bei den Zentralamerika- und Karibikspielen (CAC) in Veracruz mit 10,45 s über 100 Meter in der Vorrunde aus und gewann mit der Staffel in 3:02,52 min die Bronzemedaille hinter den Teams aus Kuba und Venezuela. Bei den IAAF World Relays 2015 auf den Bahamas schied er mit 3:06,48 min in der Vorrunde aus und siegte anschließend bei den Südamerikameisterschaften in Lima in 10,40 s im 100-Meter-Lauf und gewann über 200 Meter in 21,15 s die Silbermedaille hinter dem Ecuadorianer Álex Quiñónez. Zudem sicherte er sich mit der 4-mal-100-Meter-Staffel in 40,80 s die Bronzemedaille hinter den Teams aus Ecuador und Venezuela. Anschließend schied er bei den Panamerikanischen Spielen in Toronto mit 10,44 s in der ersten Runde über 100 Meter aus. 2016 erreichte er bei den Ibero-Amerikanischen Meisterschaften in Rio de Janeiro das Halbfinale über 100 Meter, in dem er mit 10,28 s ausschied, während er mit der 4-mal-400-Meter-Staffel in 3:01,88 min die Goldmedaille gewann. Über 400 Meter qualifizierte er sich für die Olympischen Spiele ebendort, scheiterte dort aber mit 46,48 s im Vorlauf und belegte mit der Staffel in 3:07,01 min den fünften Platz.
2017 verteidigte er bei den Südamerikameisterschaften in Paraguay mit neuem Landesrekord von 10,11 s seinen Titel über 100 Meter und siegte auch mit der 4-mal-400-Meter-Staffel in 3:05,02 min und gewann mit der 4-mal-100-Meter-Staffel in 39,67 s die Silbermedaille hinter dem Team aus Brasilien. Damit qualifizierte er sich erstmals für die Weltmeisterschaften in London, bei denen er über 100 Meter mit 10,51 s im Vorlauf ausschied und auch mit der 4-mal-400-Meter-Staffel mit 3:03,68 min den Finaleinzug verpasste. Daraufhin gewann er bei den Juegos Bolivarianos in Santa Marta in 10,30 s die Silbermedaille hinter dem Ecuadorianer Quiñónez und gewann auch mit der 4-mal-100-Meter-Staffel in 39,58 s die Silbermedaille hinter Venezuela. 2018 nahm er erstmals an den Südamerikaspielen in Cochabamba teil und belegte dort in 10,39 s den siebten Platz über 100 Meter und konnte seinen Vorlauf über 200 Meter nicht beenden. Er gewann aber mit der 4-mal-100- und 4-mal-400-Meter-Staffel in 38,97 s bzw. 3:04,78 min die Goldmedaille. Anschließend erreichte er bei den Zentralamerika- und Karibikspielen in Barranquilla das Halbfinale über 100 Meter, in dem er nicht mehr an den Start ging und belegte mit der 4-mal-100-Meter-Staffel in 39,17 s den sechsten Platz. Zudem gewann er mit der 4-mal-400-Meter-Staffel in 3:04,35 min die Bronzemedaille hinter den Teams aus Kuba und der Dominikanischen Republik. Bei den IAAF World Relays 2019 in Yokohama belegte er in 3:07,52 min den achten Platz im B-Finale. Anschließend gewann er bei den Südamerikameisterschaften in Lima in 10,47 s die Bronzemedaille hinter den Brasilianern Rodrigo do Nascimento und Felipe Bardi dos Santos. Zudem siegte er mit der 4-mal-400-Meter-Staffel in 3:04,04 min und gewann mit der 4-mal-100-Meter-Staffel in 39,94 s die Bronzemedaille hinter den Teams aus Venezuela und Brasilien. Daraufhin siegte er bei den Panamerikanischen Spielen ebendort in 3:01,41 min mit der Staffel und schied über 100 Meter mit 10,65 s in der ersten Runde aus. Damit qualifizierte sich die Staffel für die Weltmeisterschaften in Doha, bei denen sie mit neuem Landesrekord von 2:59,50 min den vierten Platz erreichte.
In den Jahren von 2016 bis 2018 wurde Palomeque kolumbianischer Meister im 100-Meter-Lauf sowie 2016 auch über 200 Meter. 2011 siegte er im 400-Meter-Lauf sowie 2011 und 2017 in der 4-mal-400-Meter-Staffel, während er in der 4-mal-100-Meter-Staffel 2017 siegreich war.

## Persönliche Bestzeiten
- 100 Meter: 10,11 s (+1,9 m/s), 23. Juni 2017 in Luque (kolumbianischer Rekord)
- 200 Meter: 20,32 s (+0,5 m/s), 11. Juni 2017 in Medellín
- 400 Meter: 45,25 s, 30. April 2016 in Medellín